# Plaza Circular (Bilbao)
La plaza Circular, antiguamente plaza de España y plaza de la Estación, es una plaza ubicada en pleno centro de la villa de Bilbao, al inicio de su Gran Vía.

## Edificios de interés
Diversos edificios reseñables rodean la plaza Circular:
- Torre Bizkaia.
- El Corte Inglés de Bilbao.
- Acceso a la estación de Abando del Metro de Bilbao.
- Estación de Abando Indalecio Prieto.
- Edificio Terminus, antiguo edificio de la BBK, obra del arquitecto bilbaíno Severino Achúcarro, adquirido por el ayuntamiento y que actualmente alberga la oficina de turismo, Bilbao Ekintza, Bilbao Kirolak y Viviendas Municipales.[2]
- Edificio La Granja, restaurado y reconvertido en hotel.
- Monumento a Diego López de Haro, presidiendo el centro de la plaza.

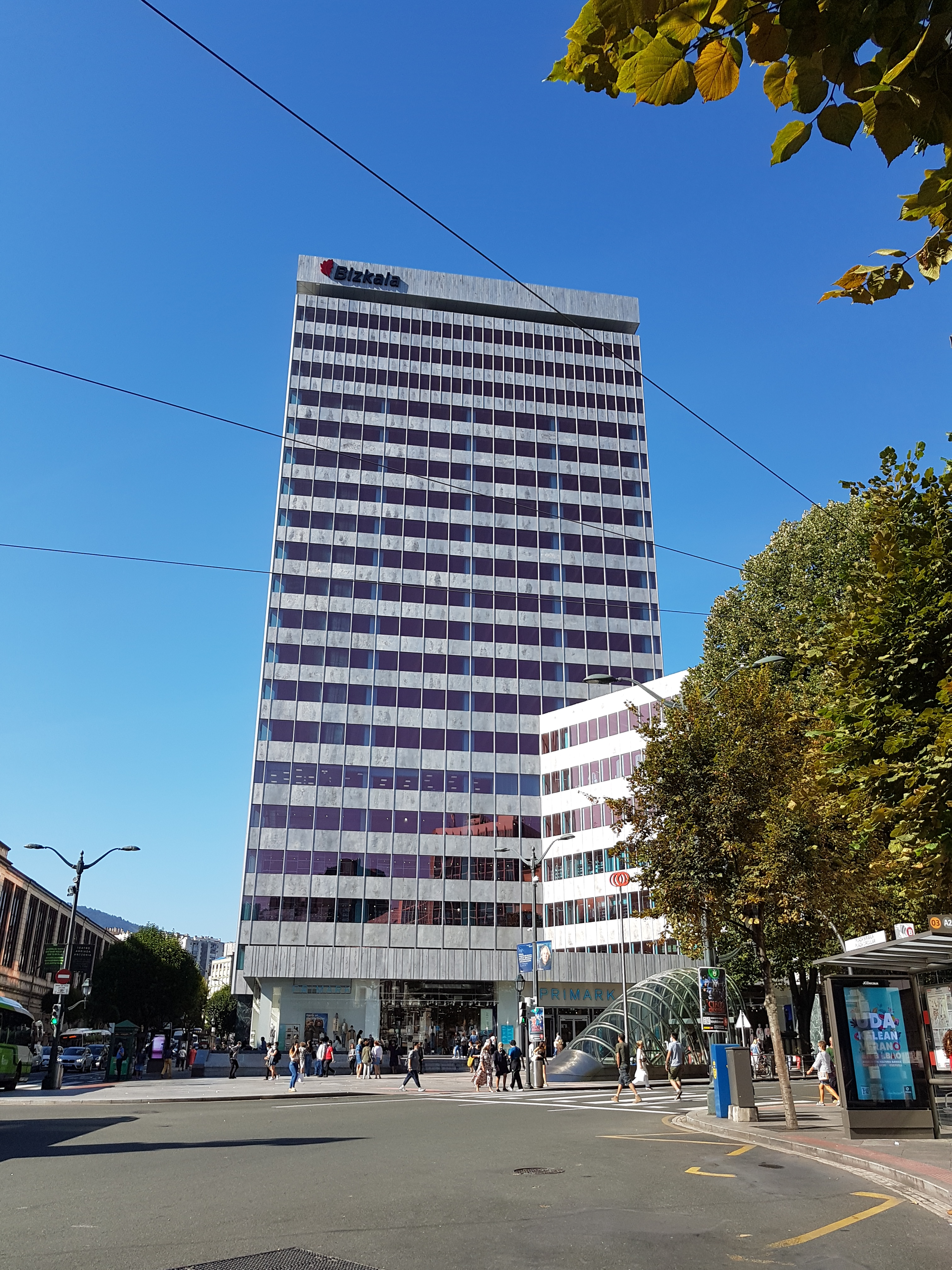
Torre Bizkaia
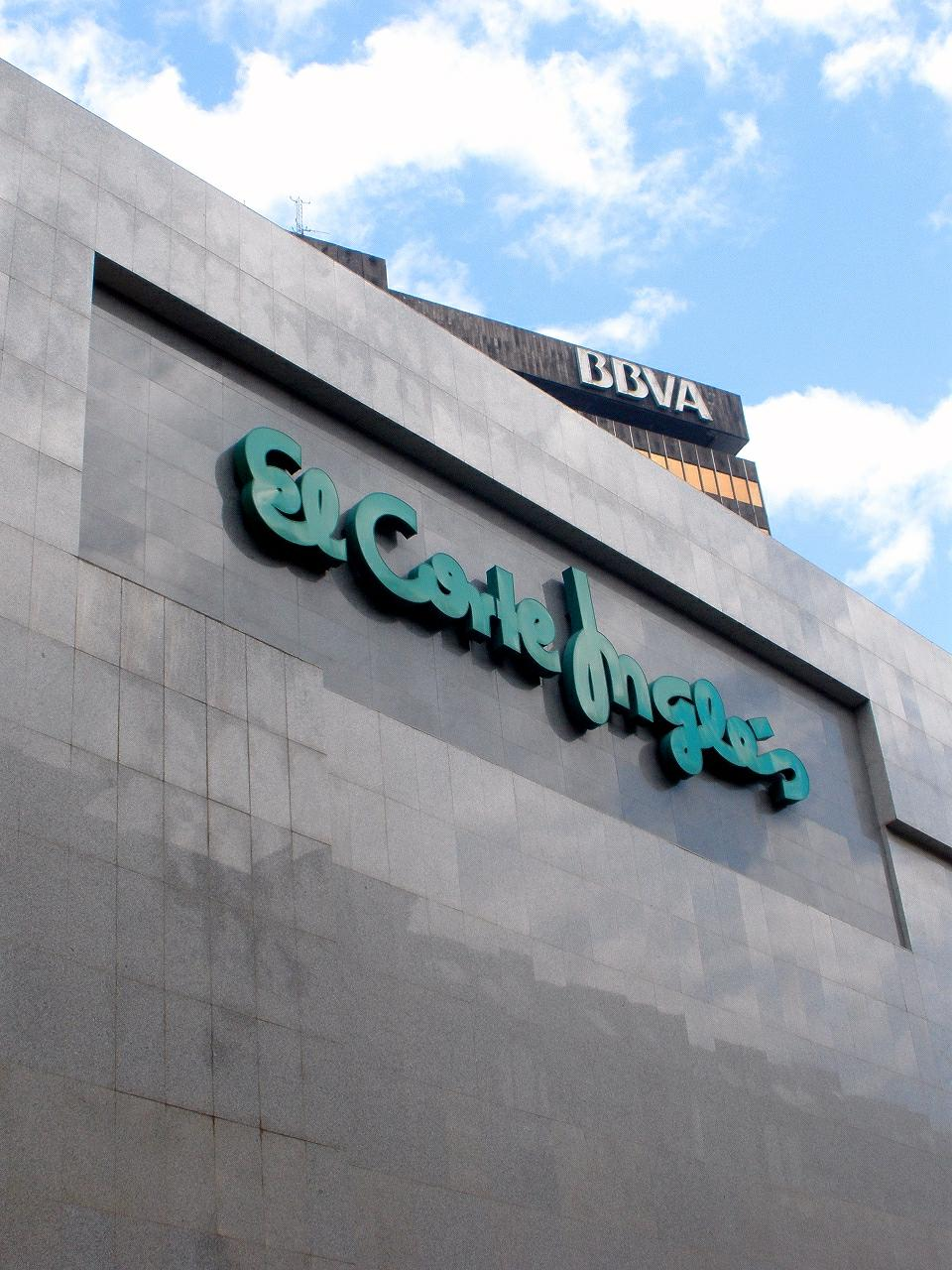
El Corte Inglés de Bilbao
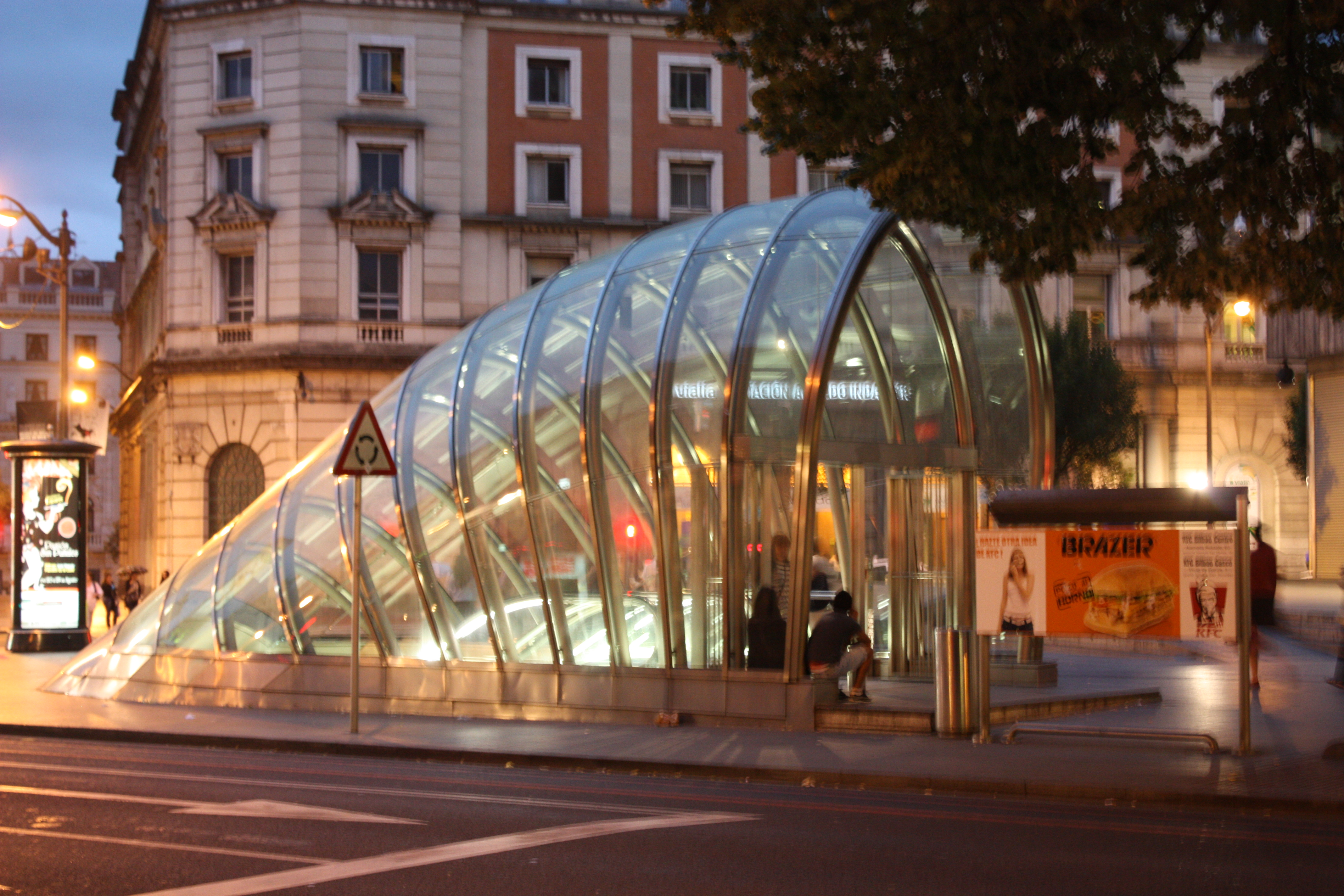
Fosterito de acceso a la estación de Abando
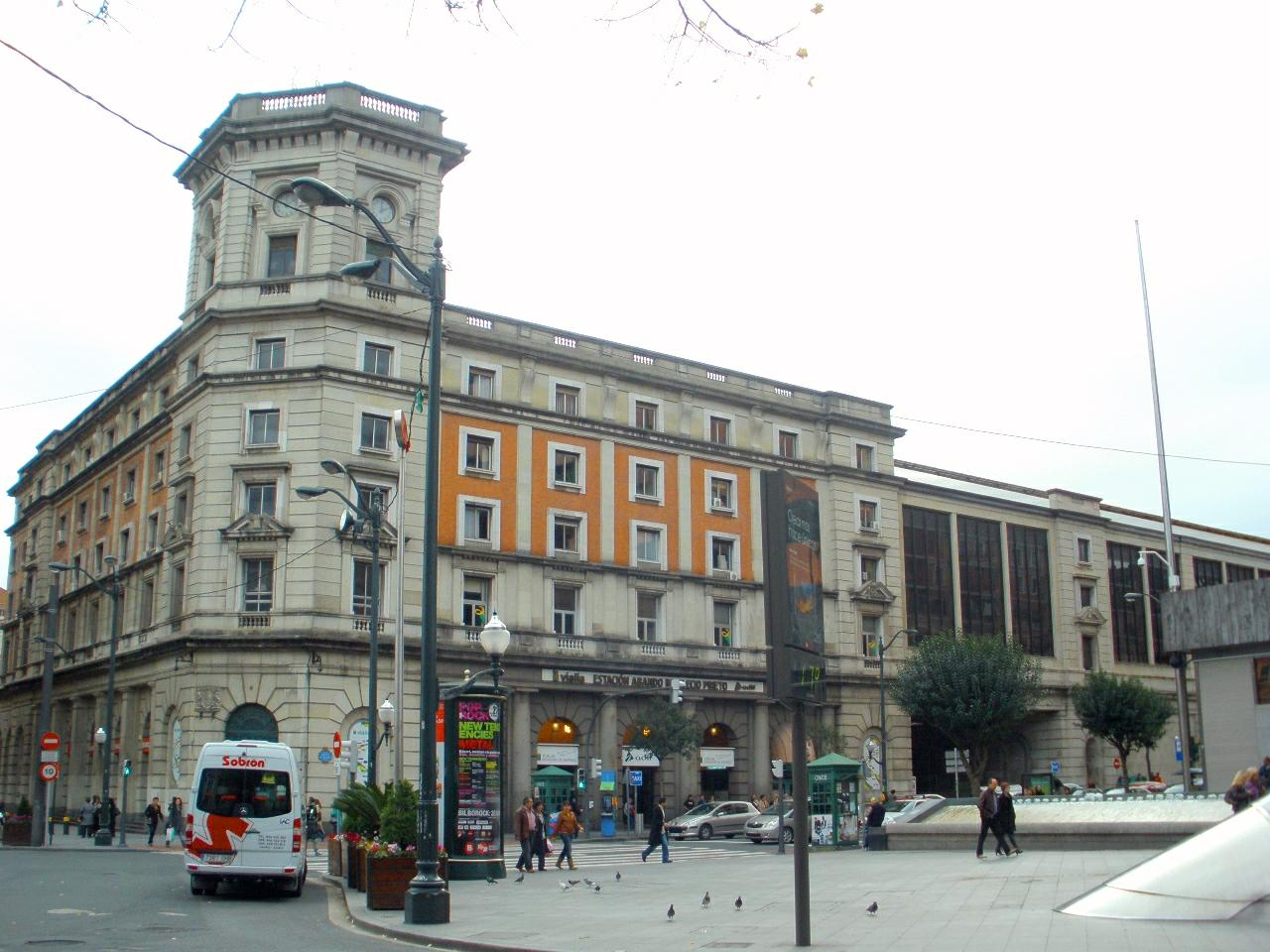
Estación de Abando Indalecio Prieto
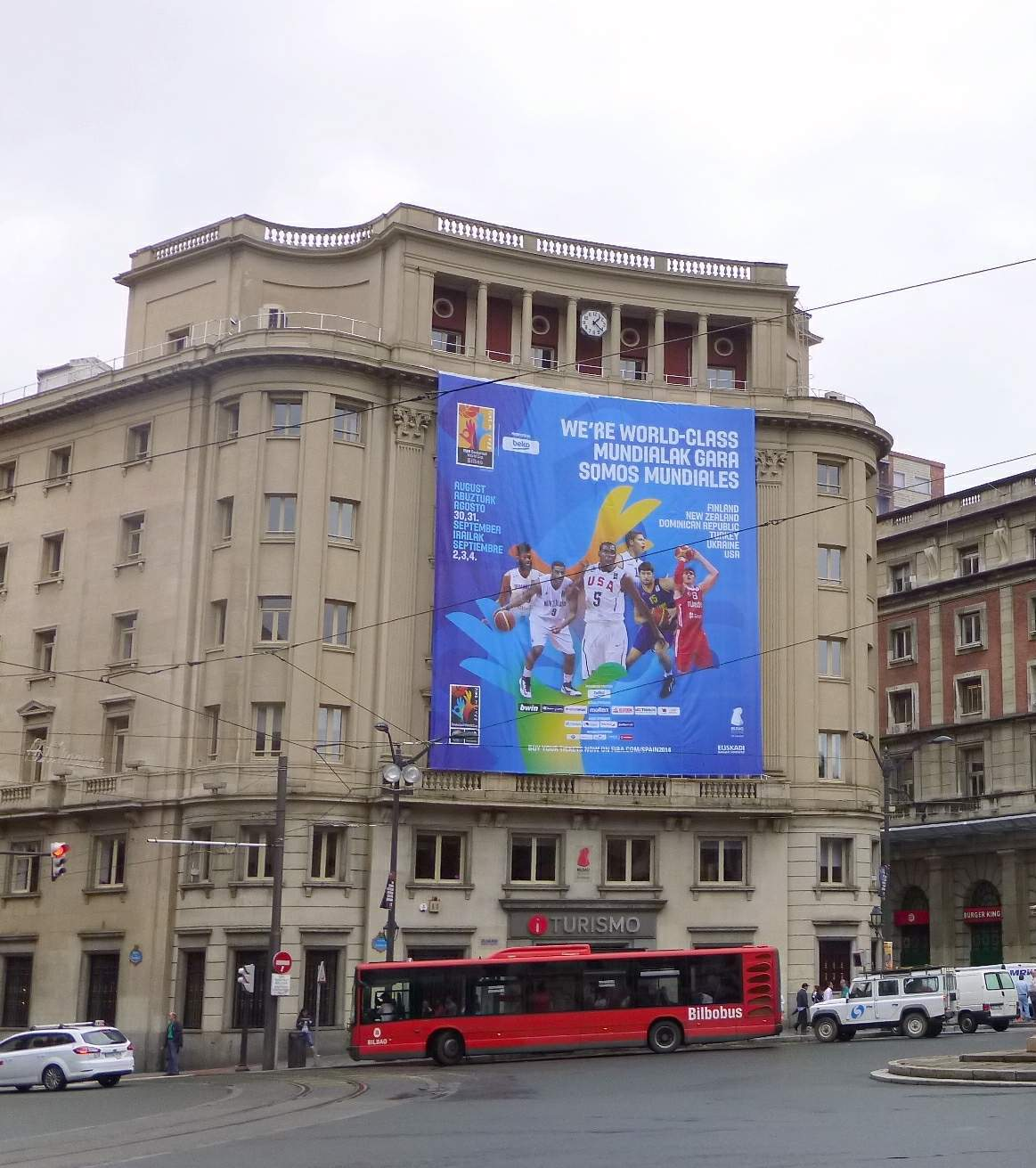
Edificio Terminus
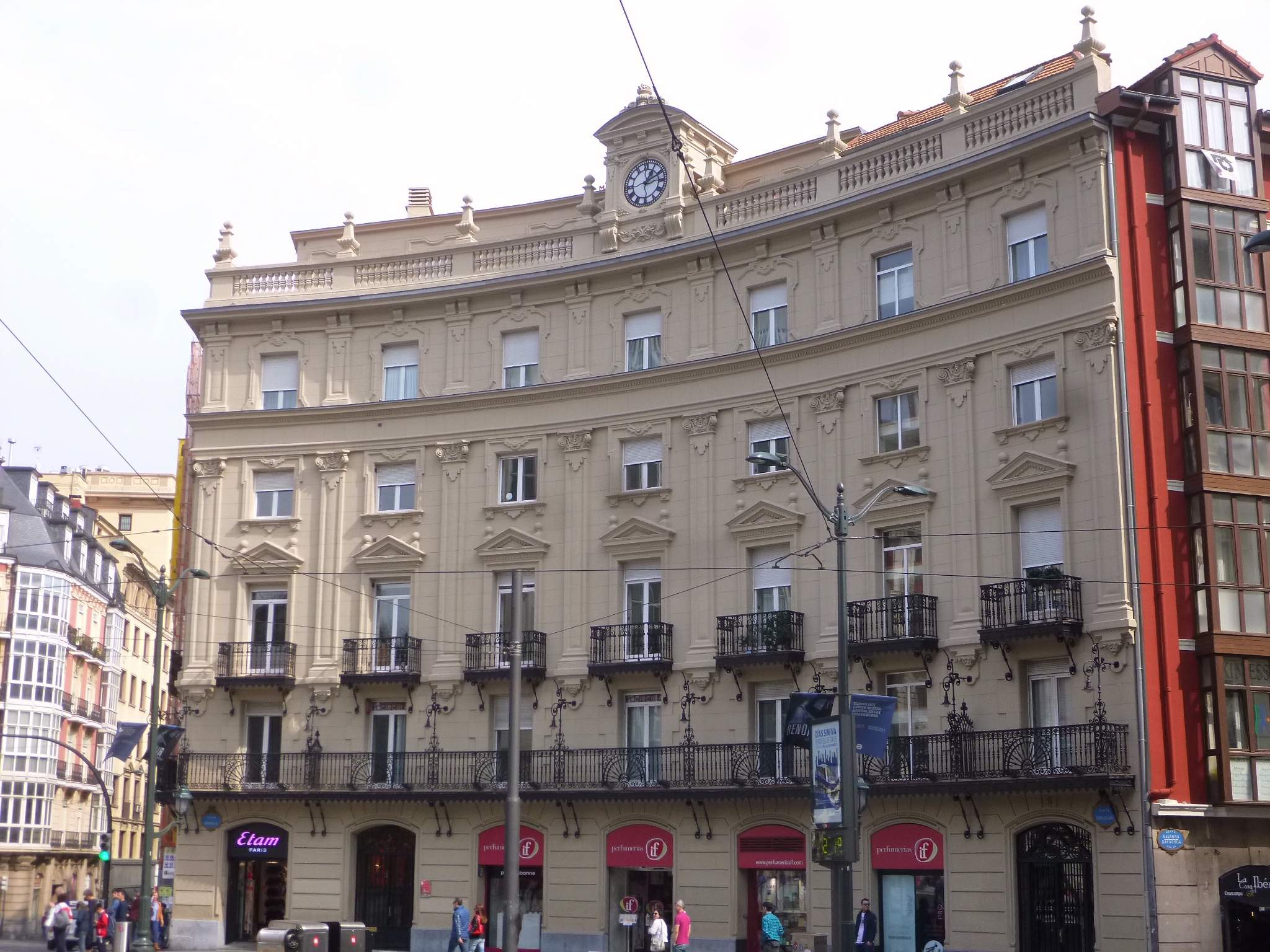
Edificio de oficinas
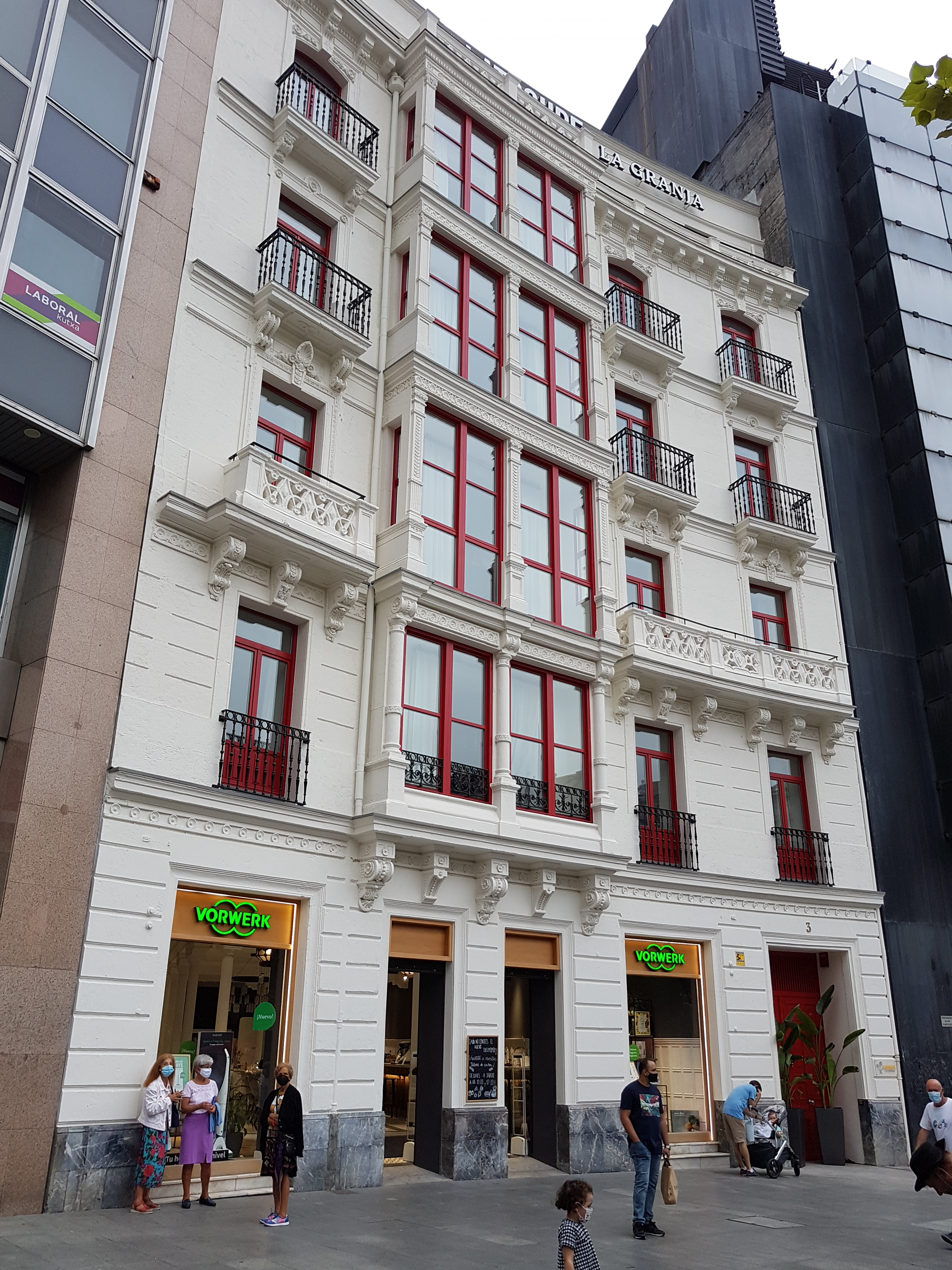
Edificio La Granja
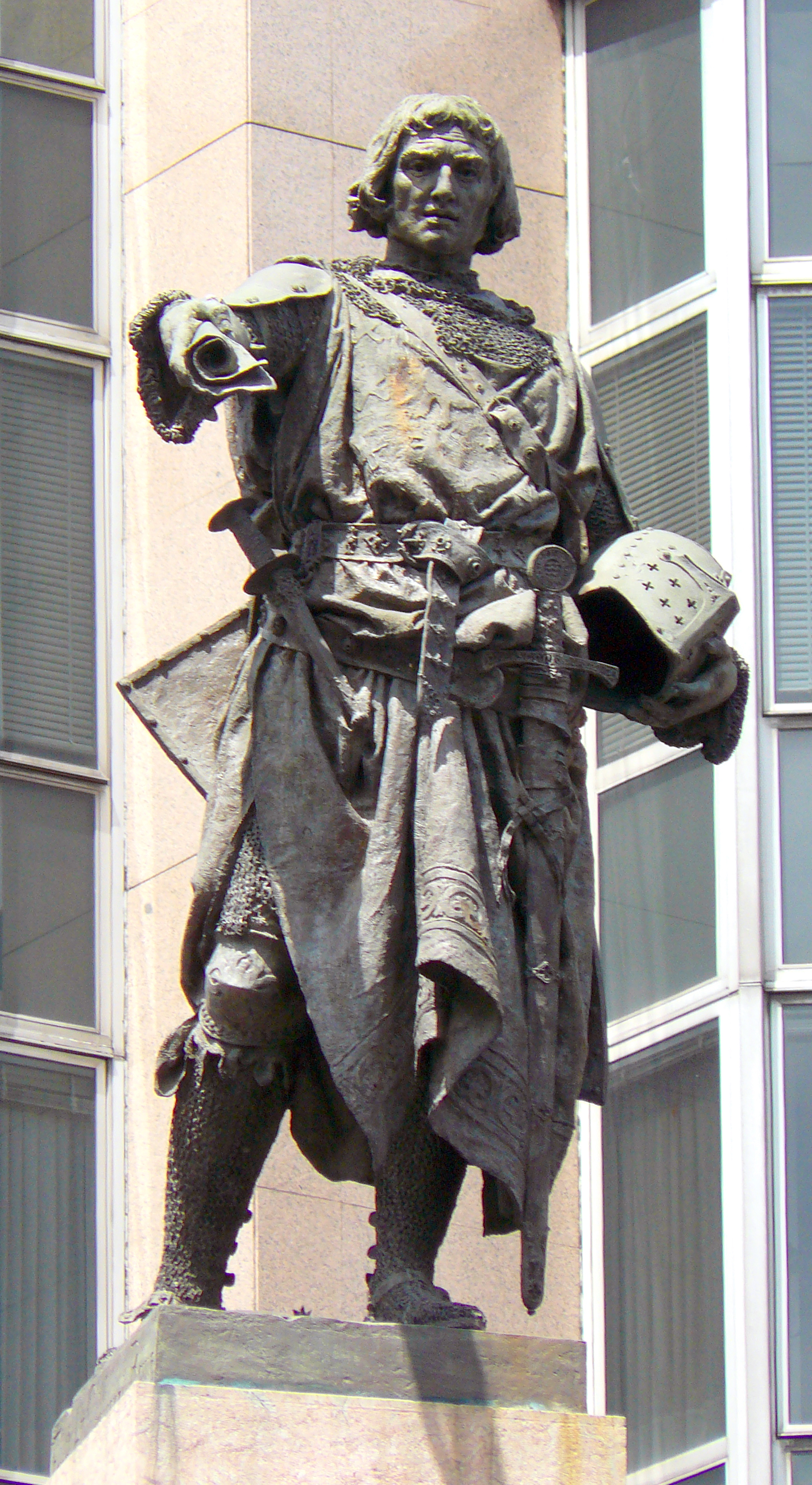
Estatua a Diego López de Haro

## Medios de transporte
A la Estación de Abando Indalecio Prieto de Renfe y la Estación de Abando del Metro de Bilbao se añade la parada correspondiente del tranvía de Bilbao, paradas diversas de las líneas de Bilbobus y Bizkaibus, así como de taxi.

## Reordenación y actuaciones adyacentes

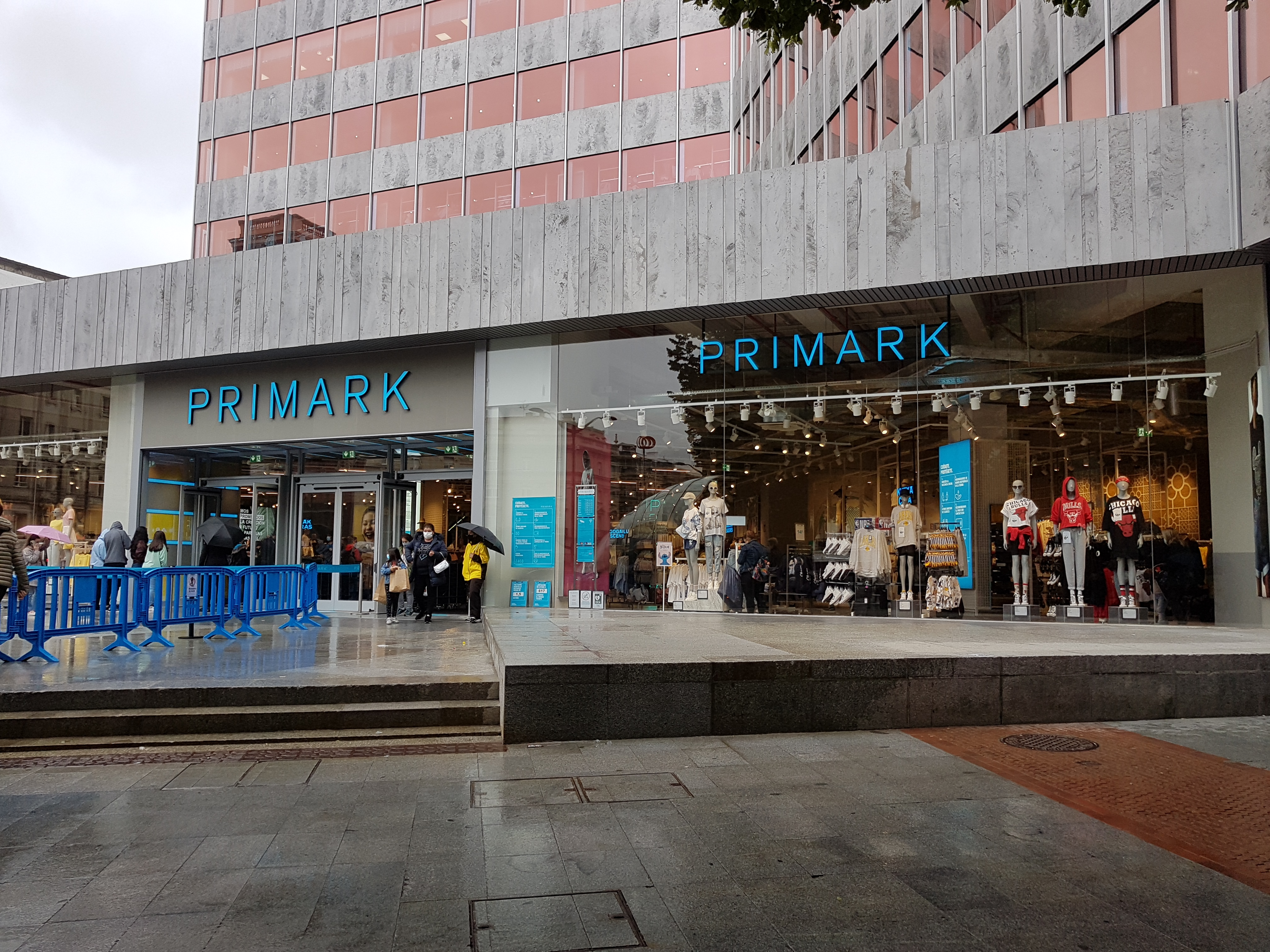
Primark en las seis primeras plantas de la torre Bizkaia

El 17 de octubre de 2014 fue presentada la reordenación de la céntrica plaza, que siguió siendo circular. Las obras comenzaron el 12 de noviembre y fueron finalizadas a principios de abril. Con ello la plaza Circular de Bilbao ganó un 50 % más de espacio peatonal, y además, la estatua de Don Diego López de Haro que está ubicada en el centro de la Plaza fue restaurada para mejorar su estado de conservación.
Así mismo, en otoño de 2015 se inició la restauración íntegra de las tres fachadas del edificio de la estación de Abando, finalizándose el 31 de octubre de 2018 tras tres años de obras y problemas judiciales.
El 20 de octubre de 2016, el BBVA inició las obras en el que por entonces era su edificio para segregar sus usos con la multinacional irlandesa Primark, la cual no sería inaugurada hasta el 20 de mayo de 2021. La plaza y la fuente colindantes que presiden el edificio no sufrieron modificaciones.
Gradualmente la plaza se vio inmersa en un proceso de cambio. A la futura estación soterrada de la Estación de Abando, con su consecuente edificación proyectada de viviendas, así como al desembarco de Primark en la remodelada torre Bizkaia, con su centralizado uso empresarial por parte de la Diputación, se sumaron proyectos como un hotel en donde antaño se ubicaba el mítico café La Granja, una hamburguesería, una cadena de cafeterías y perfumerías, así como el hotel de cinco estrellas Radisson Collection Hotel, Gran Vía Bilbao, ubicado en el edificio del Banco Santander y operado por la cadena internacional Radisson.
En julio de 2020 se confirmaba que Bilbao vertebraba un gran eje peatonal, proyectándose prohibirse el tráfico para 2021 tanto en la plaza Moyúa como en el tramo aún sin peatonalizar del primer recorrido de la Gran Vía, desde la plaza Circular hasta la alameda de Urquijo, incumpliendose sin embargo su hoja de ruta, aprobada por unanimidad en 2018.